# La Granada de Río-Tinto
La Granada de Río-Tinto település Spanyolországban, Huelva tartományban. La Granada de Río-Tinto Zufre, El Castillo de las Guardas, Nerva, Campofrío és Aracena községekkel határos. Lakosainak száma 244 fő (2024).

## Népesség
A település népessége az utóbbi években az alábbiak szerint változott:
| Lakosok száma | 218  | 231  | 222  | 211  | 240  | 214  | 191  | 239  | 242  | 244  |
|               | 2001 | 2004 | 2006 | 2009 | 2011 | 2014 | 2016 | 2019 | 2021 | 2024 |